# Візантійський шовковий килим

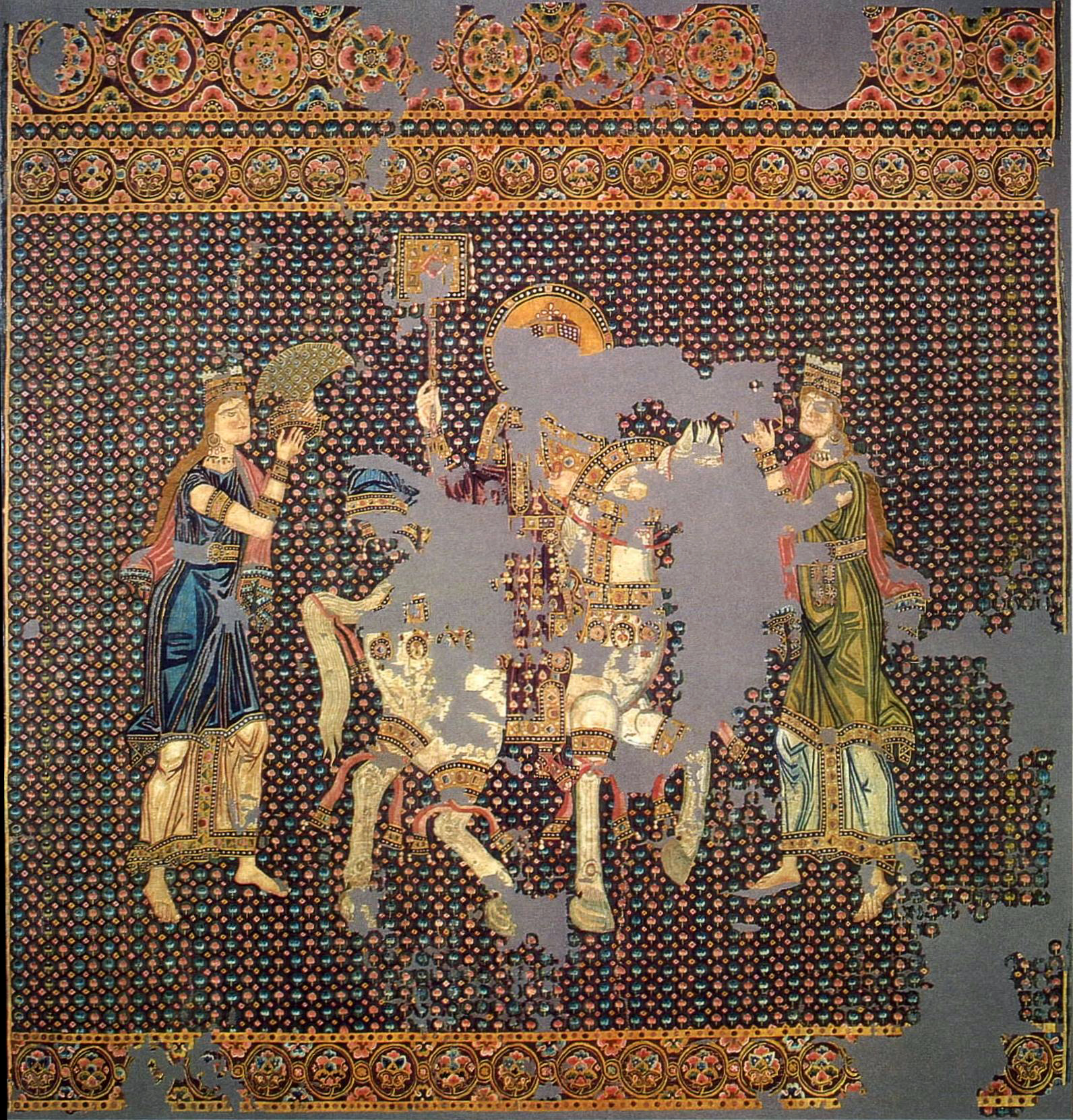
Візантійський шовковий килим, Бамберг.

Візантійський шовковий килим  (нім. Gunthertuch)— унікальна пам'ятка килимарства доби Візантії, знайдена в місті Бамберг, Німеччина.

## Історія

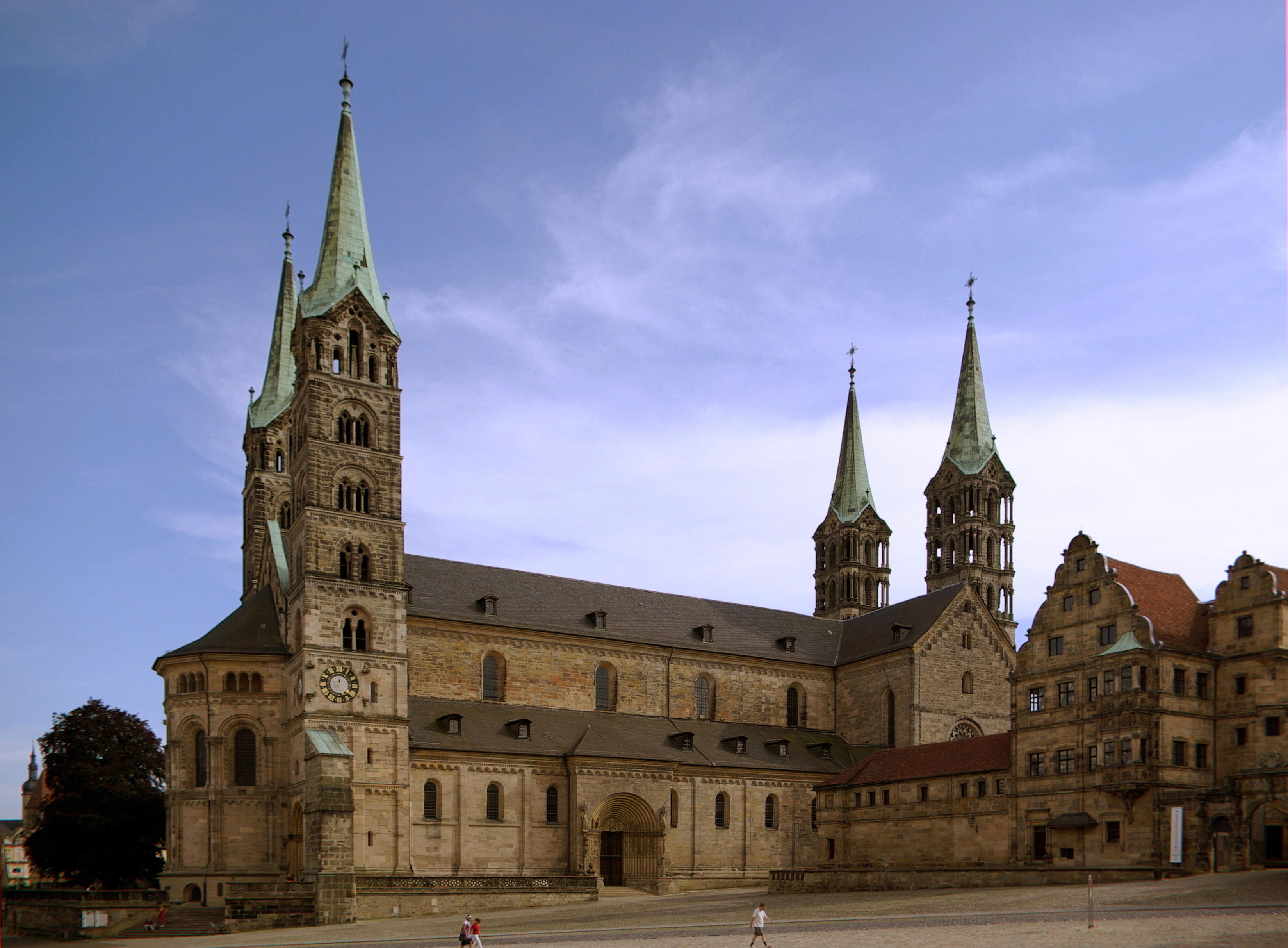
Кафедральний собор, Бамберг, вівтарна частина

В листопаді 1064 року єпископ із міста Бамберг (Гюнтер фон Бамберзький) відбув в Велике німецьке паломництво в Єрусалим. Важкий і небезпечний шлях в святу землю спонукав ретельно готуватися до подорожі. Товариство очолили сам Гюнтер фон Бамберзький, Вільгельм І з міста Утрехт, єпископ Отто фон Рейтенбург з міста Регенсбург. Всього набралося близько 7000 осіб разом з вояками-охоронцями. Шлях лежав через землі Угорщини, Візантійської імперії та Сирію.
За великим паломницьким караваном з німецьких князівств пильно спостерігали підозрілі візантійські шпигуни і вояки. Розкішний одяг Гюнтера фон Бамберзького ввів візантійців в оману, котрі вважали, що той — імператор Священної Римської імперії німецької нації Генрих IV, що мандрує в святу землю утаємничено.
Паломництво закінчилося, але на зворотньому шляху 23 липня 1065 року Гюнтер фон Бамберзький захворів і помер в угорському місті Секешфехервар. Тіло померлого вивезли в Бамберг, де урочисто поховали в катедральному соборі Бамберга. Під час поховання тіло померлого і загорнули в візантійський шовковий килим.
В першій третині 19 століття розпочали реставрацію Бамберзького собору. Серед іншого 22 грудня 1830 року відбулося відкриття поховання єпископа 1065 року, де знайдено коштовний, пошкоджений, шовковий килим.

## Опис візантійського килима
Збережена частина сюжетного шовкового килима має розміри 218 на 211 сантиметрів. Використано важкі і відносно товсті шовкові нити, однак досить м'які і гнучкі при доторканні. Килим багатокольоровий, хімічний аналіз фарб виявив використання рослинних і натуральних барвників, серед яких індиго, узвар коріння марени красильної, Воловик лікарський, Резеда красильна жовтенька.

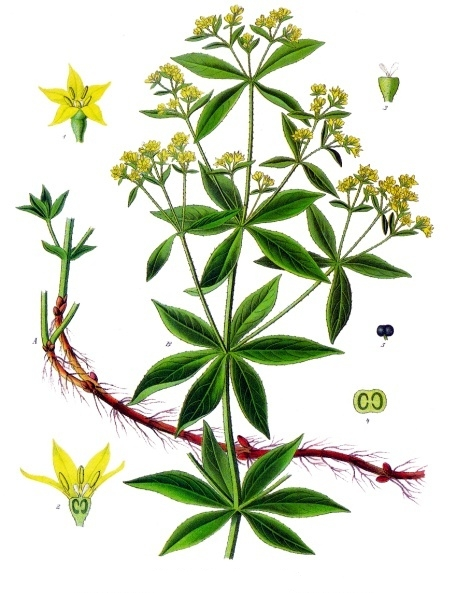
Марена
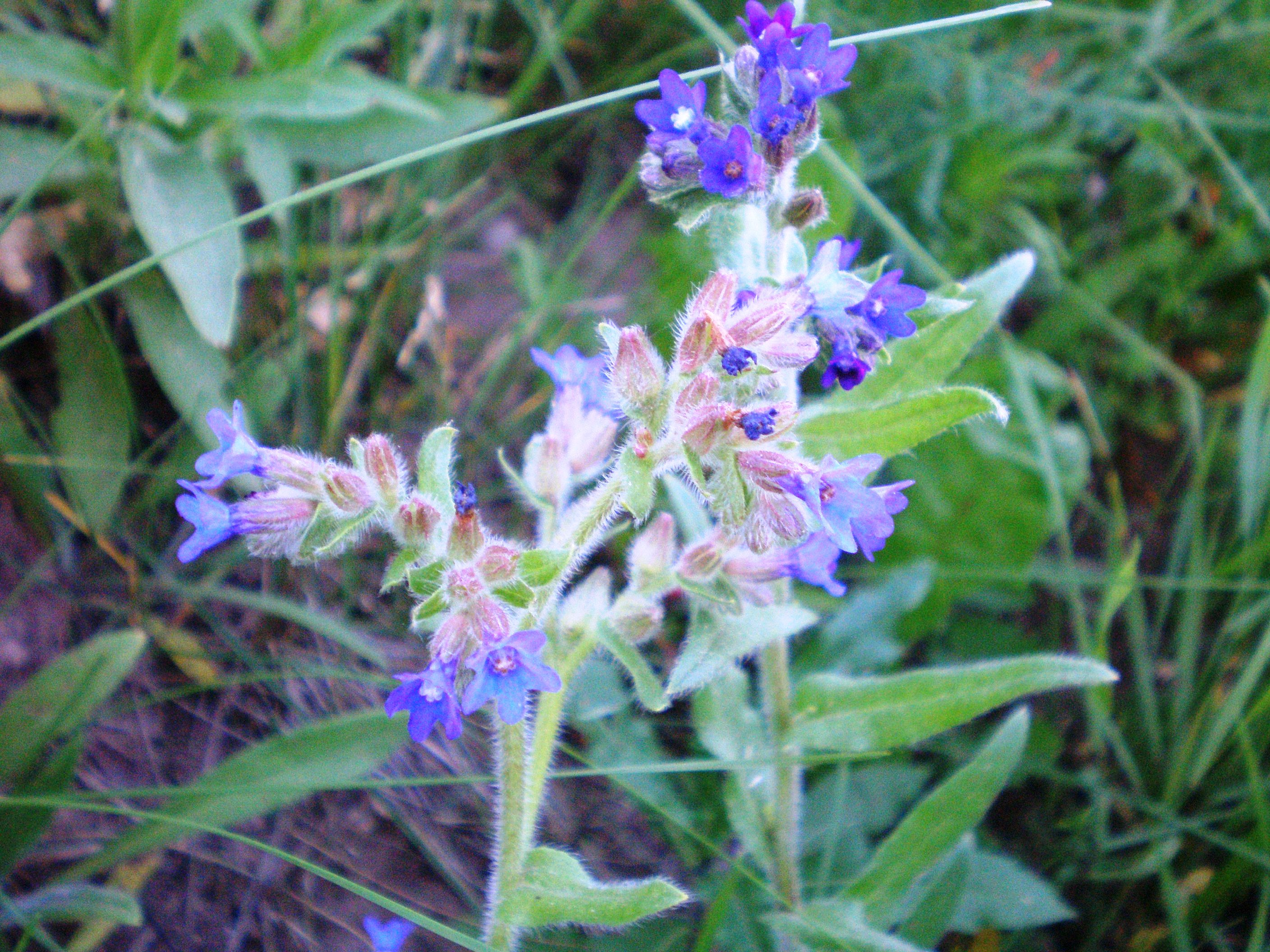
Воловик лікарський
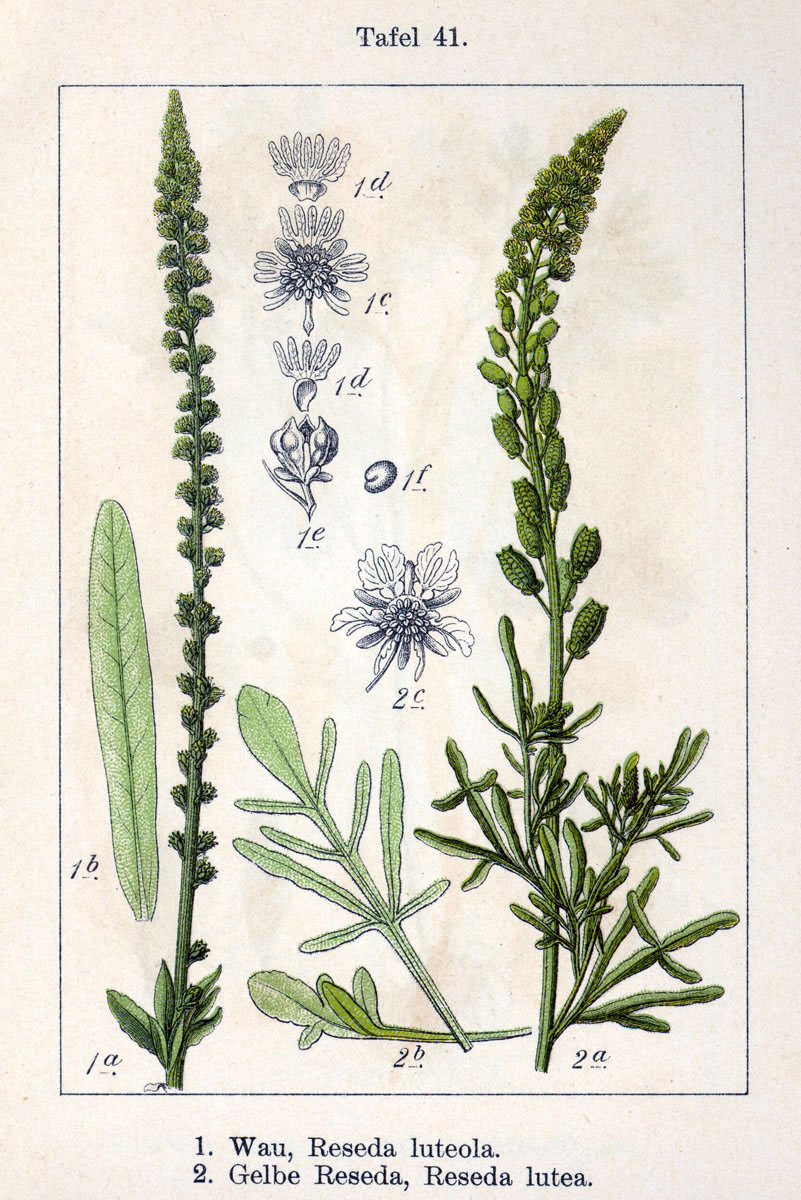
Резеда красильна жовтенька

Килим має два бордюри — широкий верхній та менший понизу. Пошкоджені і втрачені частини широкого верхнього бордюра, бічна частина праворуч та центральна частина з фігурою та обличчям вельможного вершника. Тло килима умовне і нагадує мозаїку з напівкоштовного каміння. Сюжет не має навіть натяків на перспективу, елементи якої вже мали візантійські ікони. Тому нагадує тогочасні рельєфи з вершниками на площині.
Килим сюжетний і відображає триумфальну ходу якогось візантійського імператора, що повертається з переможного військового походу. Вершник прямує на білому коні. Його голову оточує золотаве сяйво німба, як то на візантійських іконах з зображеннями святих вояків. Останній утримує в руці невеликий лабарум. Вершника-переможця оточують дві жіночі фігури — праворуч в зеленій сукні, ліворуч — в синій. Але коштовний одяг обох жінок чомусь не передбачав взуття і ті подані босими. Вони нагадували рабинь і служниць, котрі супроводжували імператорську ходу під час урочистостей. Голови жінок вінчають коштовні корони і це переводить зображення жінок з побутового рівня в рівень триумфальний, а вони виступають як алегорії міст.
Найближчим аналогом до сюжету могла бути урочиста хода імператора Візантії Василія ІІ після захоплення частини Болгарії 1018 року. Саме тоді імператор святкував власний тріумф в двох містах країни — в Костянтинополі та в Афінах. Це може пояснити присутність на килимі двох жіночих алегорій міст. На жаль, не збережене обличчя вершника, що не дає підстав досить точно ідентифікувати вершника.
Незрозуміло, яким чином коштовний шовковий килим опинився в місті Бамберг. Він міг бути і дипломатичним подарунком, і придбанням, і військовим трофеєм, вивезеним з пограбованого міста німецькими вояками під час хрестового походу. Вважають, що килими з подібними сюжетами виготовляли в майстернях столиці Візантії і ті прикрашали Софійський собор.

## Збереження
Унікальний візантійський шовковий килим 11 століття зберігається Єпархіальному музеї міста Бамберг разом з колекціями імператорського одягу, одягом папи римського Климента II та іншими скарбами середньовічного ткацтва та ювелірства.